# Бучек (Білоґардський повіт)
Бучек (пол. Buczek, нім. Butzke) — село в Польщі, у гміні Білоґард Білоґардського повіту Західнопоморського воєводства.
Населення — 348 осіб (2011).
У 1975-1998 роках село належало до Кошалінського воєводства.

## Демографія
Демографічна структура станом на 31 березня 2011 року:
|          | Загалом | Допрацездатний вік | Працездатний вік | Постпрацездатний вік |
| -------- | ------- | ------------------ | ---------------- | -------------------- |
| Чоловіки | 173     | 49                 | 112              | 12                   |
| Жінки    | 175     | 31                 | 112              | 32                   |
| Разом    | 348     | 80                 | 224              | 44                   |